# Jorge Rinaldi
Jorge Rinaldi (Buenos Aires, 23 marzo 1963) è un ex calciatore argentino, di ruolo attaccante.

## Carriera
Ha giocato nella massima serie dei campionati argentino, spagnolo e turco. Ha inoltre vestito per 14 partite la maglia della Nazionale argentina, partecipando alla Copa América 1983.